# Bitwa pod Guararapes (1648)
I bitwa pod Guararapes – starcie zbrojne, które miało miejsce w roku 1648 w trakcie holendersko-portugalskiej wojny kolonialnej.
W roku 1644 w Brazylii doszło do wybuchu powstania pod wodzą António Filipe Camarão i Henrique Diasa przeciwko Holendrom. Holendrzy dowodzeni przez Sigismunda von Schkoppe skoncentrowali swoje wojska w stolicy kraju -Recife. W roku 1645 miasto zostało otoczone od strony lądu. Blokada trwała do marca 1648 r., kiedy to von Schkoppe po otrzymaniu posiłków przez statki holenderskie zaatakował pozycje powstańców pod miastem, zajmując ich pozycje. Następnie przypuścił atak na główne siły powstańcze w rejonie Guararapes. W trwającej cały dzień bitwie Holendrzy doznali porażki, tracąc 400 ludzi i działa, po czym wycofali się do miasta. Po stronie powstańców było 500 zabitych i rannych. 